# McChicken
McChicken er en sandwich som sælges af den internationale fastfood kæde McDonalds. McChicken blev oprindeligt introduceret tilbage i 1980, men var en fiasko og blev senere erstattet af Chicken McNuggets. I 1988 blev McChicken gen-introduceret og har siden da været en fast del af McDonald's faste kerne af produkter.

## Produktbeskrivelse
McChicken findes i flere forskellige variationer, men i Danmark består den af kyllingebrystfilet, icebergsalat, mayonnaise og en burgerbolle med sesamfrø. I andre lande består en McChicken ofte af en ristet bolle, paneret kyllingebryst, strimlet salat og mayonnaise.

## Ingredienser
| Portion                     | 195 g     |
| Energi                      | 1786 (kJ) |
| Protein                     | 21 g      |
| Kulhydrater                 | 48 g      |
| Kulhydrater i form a sukker | 7 g       |
| Fedt                        | 18 g      |
| mættet fedt                 | 2 g       |
| Fibre                       | 3 g       |
| Husholdningssalt            | 1,3 g     |

McChicken indeholder følgende ingredienser og næringsstoffer:
- Icebergsalat
- Brød (Burgerbolle)
- Kylling
- Mayonnaise

## Eksterne links
- McDonald’s: McDonalds hjemmeside

| Mad og drikke | Spire Denne artikel om mad og drikke er en spire som bør udbygges. Du er velkommen til at hjælpe Wikipedia ved at udvide den. |